# Mario De Negri
Mario Giuseppe De Negri (* 27. November 1901 in Chiavari; † 28. Januar 1978 in Genua) war ein italienischer Sprinter und Hürdenläufer.
1930 gewann er bei den Internationalen Universitätsspielen Bronze über 400 m Hürden.
Bei den Olympischen Spielen 1932 in Los Angeles wurde er Sechster in der 4-mal-400-Meter-Staffel.

## Persönliche Bestzeiten
- 400 m: 49,0 s, 1930
- 400 m Hürden: 55,2 s, 13. Juli 1930, Colombes